# Carrhotus xanthogramma
Carrhotus xanthogramma là một loài nhện trong họ Salticidae phân bố ở châu Âu.
Loài này dài 5,1 đến 7,1 mm.